# USS Champion (1777)
USS Champion – szebeka służąca w Continental Navy. Dowodzony przez komandora Jamesa Josiaha, pływał na rzece Delaware w składzie sił Pennsylvania State Navy w czasie amerykańskiej rewolucji. W składzie tych sił starał się utrudniać brytyjskie wysiłki do ustanowienia morskiej komunikacji ze swoimi jednostkami w Filadelfii na jesieni 1777.
Po kilku miesiącach walk w trudnych warunkach amerykańskie okręty podjęły próbę przejścia koło Filadelfii. Okręty należące do stanu Pennsylvania przeszły, ale jednostki floty kontynentalnej, w tym "Champion", zostały spalone przez własnych oficerów 21 listopada 1777, gdy przypływ i wiatr zmieniły kierunek i uniemożliwiły wykonanie zadania.